# Poštna ulica (Maribor)

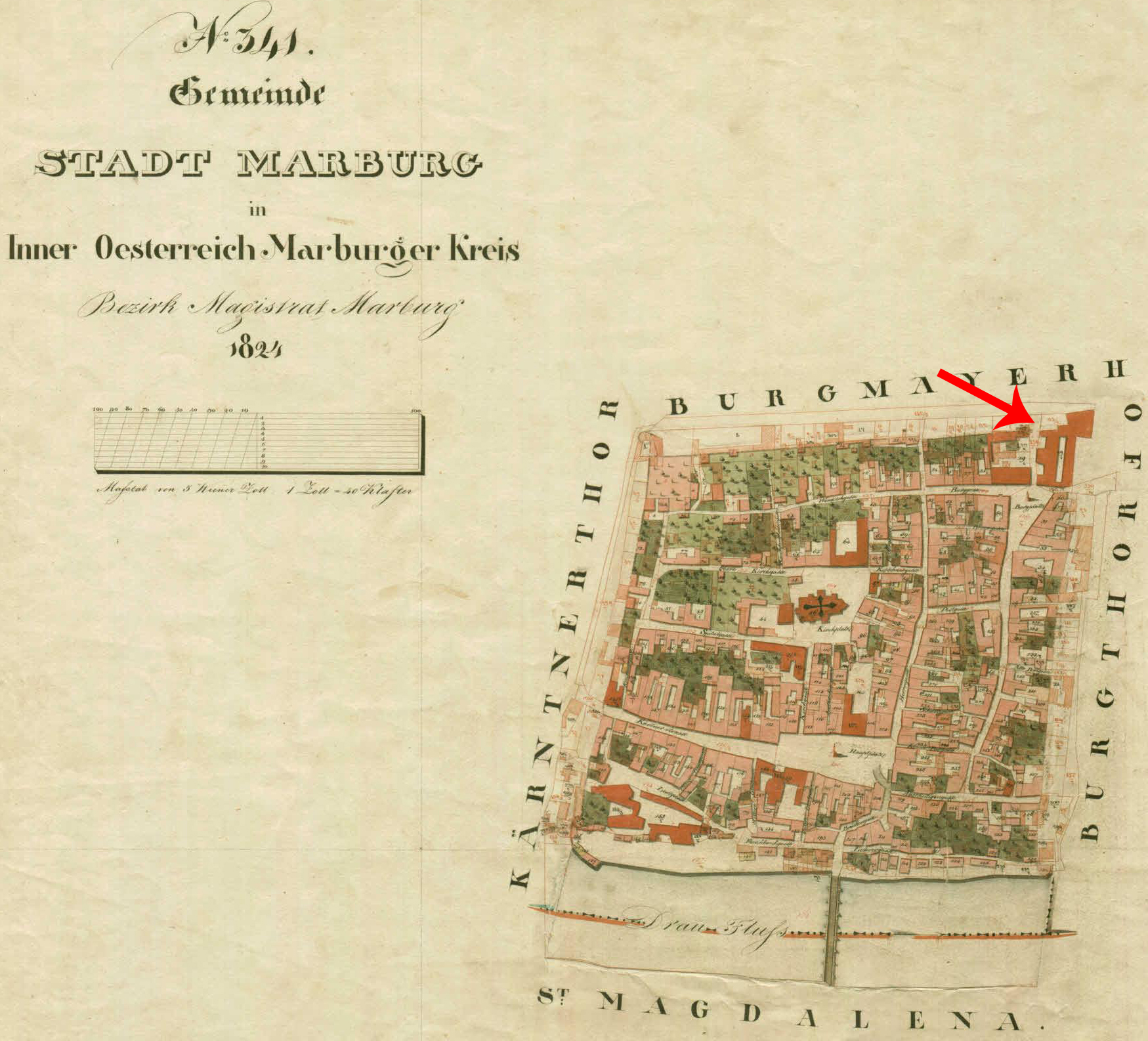
Kirchgasse (heutige Poštna ulica) auf dem Stadtplan Maribor 1824. Gekennzeichnet: die Stadtburg

Poštna ulica (deutsch: Postgasse) ist der Name einer schmalen Straße in der Altstadt (Stadtbezirk Center) der Maribor, Slowenien.

## Geschichte
Die Gasse findet sich auf dem Stadtplan von 1824 unter dem Namen Kirchgasse. Spätere Namen waren Domgasse und Stolna ulica. Auch während der deutschen Besatzung von 1941 bis 1945 wurde sie Domgasse genannt.
Der heutige Namen bezieht sich auf das Gebäude der Marburger Hauptpost an der Ecke  Poštna ulica/Slomškov trg. Es wurde um zwischen 1892 und 1894 nach Plänen des Architekten Friedrich Setz als Palast im Neorenaissance-Stil erbaut. Als Baugrund diente der Ort des im Jahr 1348 gegründeten städtischen Spitals (Bürgerspital, Ecke Pfarrhofgasse), dessen Bau aus dem Jahr 1793 mitsamt der anliegenden Heiliggeistkirche 1891 abgerissen wurde.

## Lage
Die Straße führt vom Slomškov trg parallel zur Poštna ulica nach Süden  zum Glavni trg (Hauptplatz).